# Ken Brown (Fußballspieler)
Kenneth „Ken“ Brown  (* 16. Februar 1934 in London) ist ein ehemaliger englischer Fußballspieler und -trainer. Als Spieler gewann er 1964 mit West Ham United den FA Cup und ein Jahr später den Europapokal der Pokalsieger 1964/65.

## Spielerlaufbahn

### West Ham United (1951–1967)
Nach dem Aufstieg in die Football League First Division in der Saison 1957/58 spielte Ken Brown bis 1967 mit seiner Mannschaft in der höchsten englischen Spielklasse. 1964 gewann er mit seinen Mitspielern Bobby Moore, John Bond und Geoff Hurst den FA Cup durch einen 3:2-Finalerfolg über Preston North End. Im Jahr darauf sicherte sich West Ham den Titel im Europapokal der Pokalsieger 1964/65 durch ein 2:0 über den deutschen Pokalsieger TSV 1860 München. 1967 folgte er seinem langjährigen Mitspieler John Bond und wechselte zum Drittligisten Torquay United, wo er noch zwei Spielzeiten verbrachte.

## Trainerlaufbahn

### Norwich City (1980–1987)
1970 übernahm er den Posten des Co-Trainers beim von John Bond trainierten AFC Bournemouth und stieg 1971 in die dritte Liga auf. Nach zwei Jahren in dieser Spielklasse wechselte er am 27. November 1973 gemeinsam mit Bond zum Erstligisten Norwich City und verbrachte dort in gleicher Funktion die folgenden sieben Jahre. Nach dem Wechsel von Bond zu Manchester City übernahm er am 1. November 1980 die Position des Cheftrainers. Der Start glückte jedoch nicht, vielmehr stieg City am Saisonende aus der First Division 1980/81 in die zweite Liga ab. 1982 erreichte er mit seiner Mannschaft den direkten Wiederaufstieg und sicherte sich 1982/83 den Klassenerhalt. 1985 stieg er mit Norwich zum zweiten Mal ab, gewann dafür aber durch ein 1:0 über den AFC Sunderland den League Cup. Die Rückkehr in die First Division 1986/87 gelang dem Aufsteiger mit dem fünften Tabellenplatz ausgezeichnet. Nach einem Fehlstart in die anschließenden Spielzeit wurde Ken Brown am 9. November 1987 nach vierzehn Jahren in Norwich entlassen.
Nach einer kurzfristigen Tätigkeit bei Shrewsbury Town, wechselte er am 6. Juli 1988 zum Zweitligisten Plymouth Argyle. Nach einem achtzehnten Platz in der ersten Saison wurde er in der Rückrunde der Second Division 1989/90 am 6. Februar 1990 entlassen.

## Titel und Erfolge
- FA-Cup-Sieger: 1964 (als Spieler mit West Ham United)
- Europapokal der Pokalsieger: 1965 (als Spieler mit West Ham United)
- League-Cup-Sieger: 1985 (als Trainer mit Norwich City)